# Crocidura jenkinsi
Crocidura jenkinsi е вид бозайник от семейство Земеровкови (Soricidae). Видът е критично застрашен от изчезване.

## Разпространение
Разпространен е в Индия (Андамански острови).